# Benjamin Block

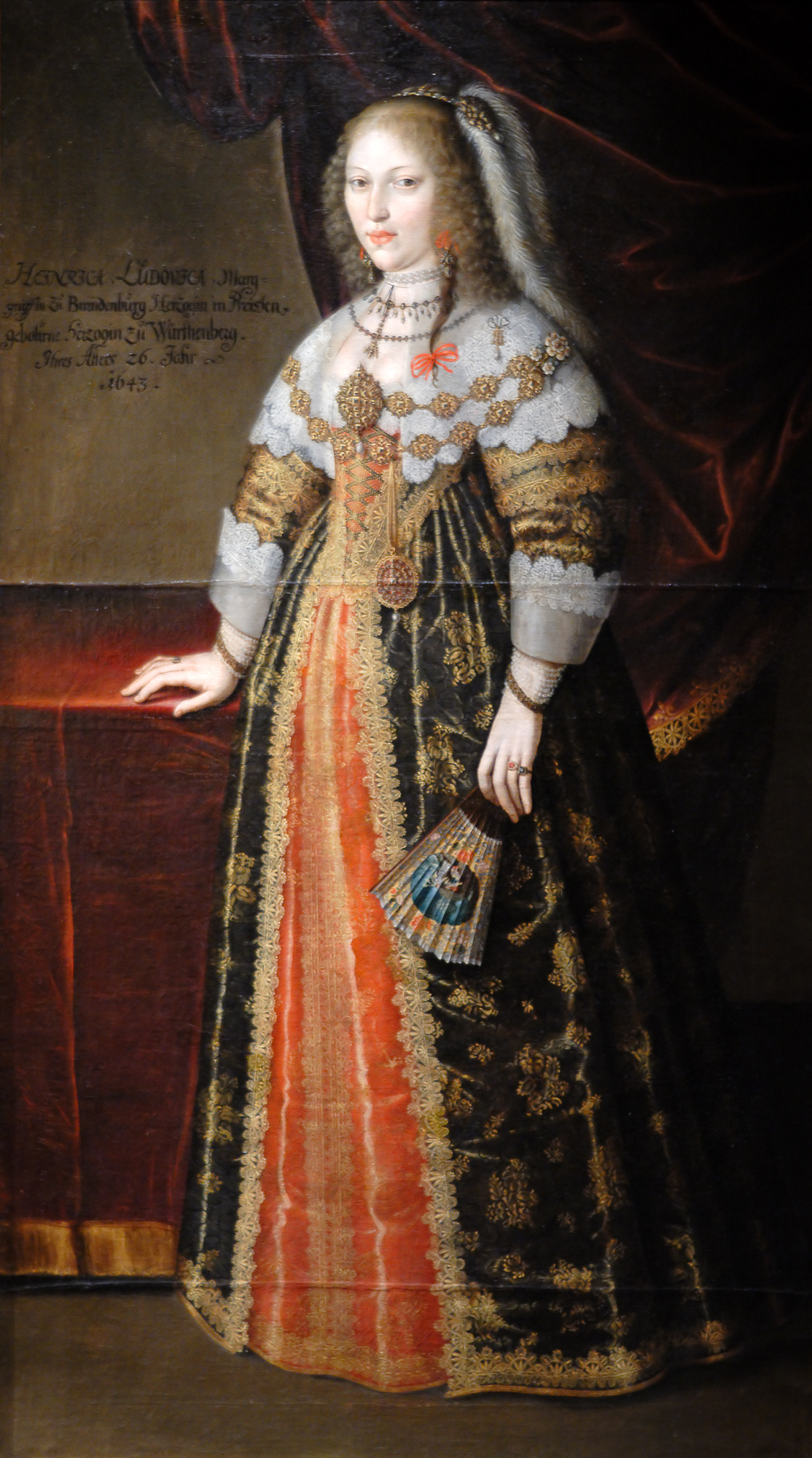
Retrato de Henriette Luise von Württemberg, 1643

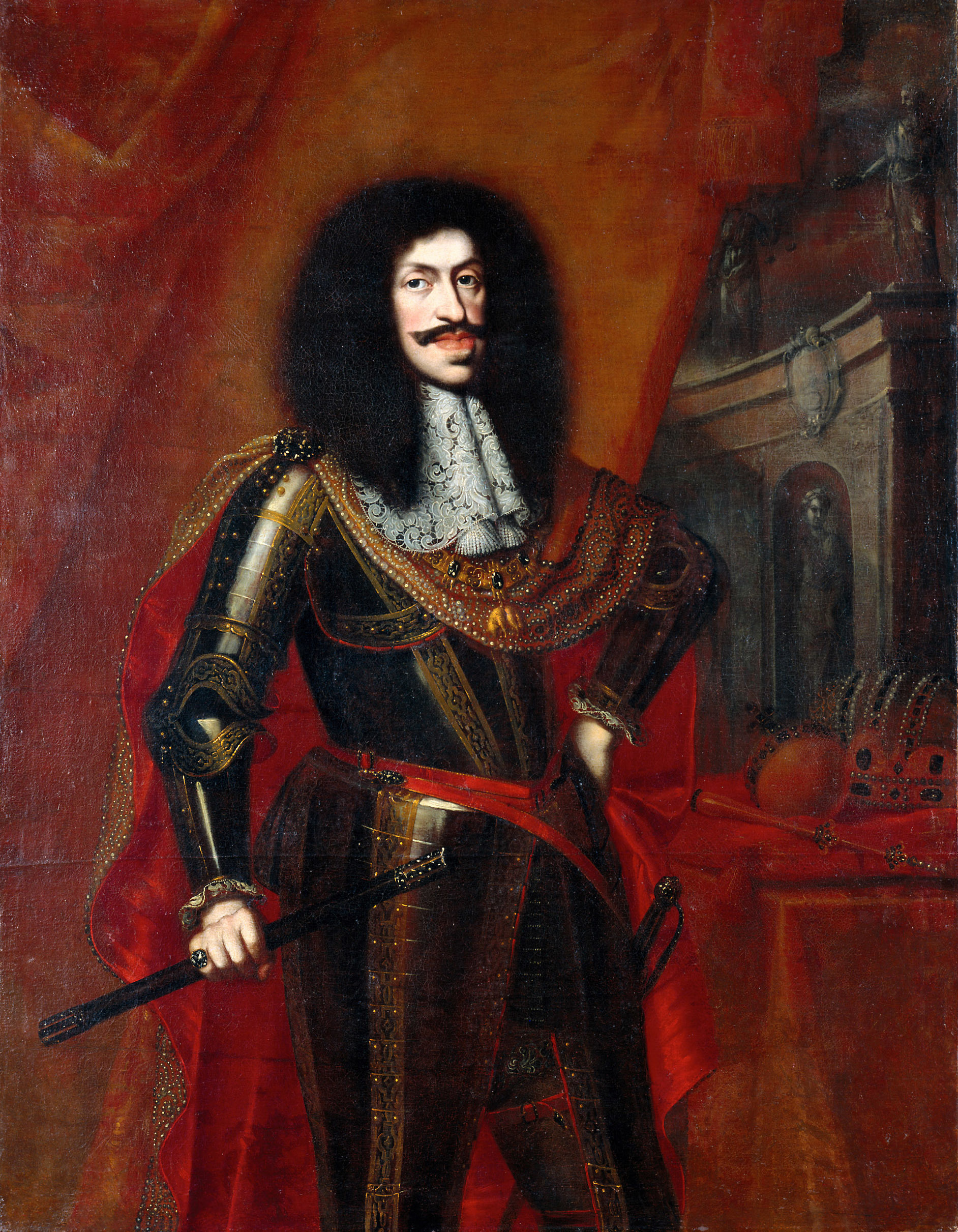
Leopoldo I, en 1672

Benjamin Block, o Blok (1631–1690) fue un pintor barroco húngaro - alemán del siglo XVII que se casó con la pintora de flores Anna Katharina Block. Es conocido por sus pinturas de retratos. 

## Biografía
Block nació en una familia artística en Lübeck, su padre Daniel Blok y sus hermanos Emanuel y Adolf eran pintores. En 1653 se registró en Halle, Bélgica,  probablemente en camino a Italia, y en 1655, a través de uno de sus hermanos, que era un canon en Viena en ese momento, conoció a Ferenc Nádasdy III, quien lo invitó a producir arte en Hungría. Estuvo registrado en Hungría desde 1656-1659.  De sus pinturas realizadas allí, han sobrevivido los retratos de Nádasdy y su esposa, así como el de Pál Esterházy. 
En Loreta y Győr pintó retablos y se le encargó pintar al erudito jesuita Atanasio de Alejandría a mediados de la década de 1650, quien más tarde se desempeñó como intermediario en un acuerdo que resultó en una orden para un retrato del papa Alejandro VII. En 1659 se registró en Roma. Después de trabajar como retratista en Siena, Florencia y Venecia, en 1664 Block cruzó los Alpes hasta su Alemania natal, y se estableció en Nuremberg, donde se casó con la hija del pintor de flores Johann Thomas Fischer (1603–1685), la pintora de flores Anna Catharina Fischer. Allí realizó retratos para los grabados de Ansbach y la corte de Viena hasta 1670. Fue nombrado caballero por Leopoldo I, emperador del Sacro Imperio Romano en 1684.  
Su esposa siguió siendo pintora después de su matrimonio, y junto con sus padres, este dúo se menciona en las biografías de artistas de Joachim von Sandrart y Arnold Houbraken. Murió en Regensburg en 1690.